# Plainfield (Iowa)
Plainfield es una ciudad ubicada en el condado de Bremer en el estado estadounidense de Iowa. En el Censo de 2010 tenía una población de 436 habitantes y una densidad poblacional de 516,38 personas por km².

## Geografía
Plainfield se encuentra ubicada en las coordenadas 42°50′40″N 92°32′9″O / 42.84444, -92.53583. Según la Oficina del Censo de los Estados Unidos, Plainfield tiene una superficie total de 0.84 km², de la cual 0.84 km² corresponden a tierra firme y (0%) 0 km² es agua.

## Demografía
Según el censo de 2010, había 436 personas residiendo en Plainfield. La densidad de población era de 516,38 hab./km². De los 436 habitantes, Plainfield estaba compuesto por el 97.94% blancos, el 0.46% eran afroamericanos, el 0% eran amerindios, el 0% eran asiáticos, el 0.23% eran isleños del Pacífico, el 0.23% eran de otras razas y el 1.15% pertenecían a dos o más razas. Del total de la población el 0.46% eran hispanos o latinos de cualquier raza.